# Вартовий космосу
Вартовий космосу (швед. Rymdväktaren) — перша частина серії Пітера Нільсона (1937—1998). Книга написана 1995 року. Пітер Нільсон вважав, що людство весь час переживає якісь «космічній пригоди», це характеризує багато з творів письменника. Серія з двох книг (друга —Nyaga) висвітлює питання, чи зможемо ми вічно зберігати знання.

## Сюжет
2084 року молодий математик з Місяця працює з квантовим компяютером на ім'я Анжеліка. Він зустрічається з Петером Лоренценом, який розповідає читачеві, що трапилося з ним в кінці 1900-х і початку 2000-х років. Вони знаходять в Росії об'єкт, який буде називають «Tinget». Під час вивчення об'єкту він починає посилати сигнали, що передаються за допомогою нейтрино. В продовження історії вчені відкривають існування мультивсесвіту, червоточин та гіперпростору. Діана Емерсон, одна з героїв книги, зникає, на цьому і закінчується перша частина серії. Друга і остання книга називається Няга.

## Персонажі
- Анжеліка, суперквантовий комп'ютер, який використовується, щоб шукати відповіді в мультивсесвіті.
- Ансельм Кентерберійський (1033—1109), теолог.
- Діана Емерсон (відома як «Нінні»), математик, який виявляє «tinget» (сторонній предмет у шахті в уральських горах). Згодом вона таємничим чином зникає.
- Стефано Гогенлое, молодий математик і казкар.
- Петер Лоренцен («Денні»), математик, який відкриває «tinget».
- Макс-Таубер, математик, органіст і експерт з електроніки.
- Бертель Торвальдсен, прибулець у 2010-х роках, швидше за все, не з нашого Всесвіту.